# Östliche Petermannkette
Die Östliche Petermannkette ist ein Gebirgszug im ostantarktischen Königin-Maud-Land. Sie ragt über eine Länge von 24 km in nordsüdlicher Ausrichtung vom Persaksla bis zu den Bergbauingenieurfelsen im Wohlthatmassiv auf.
Entdeckt und benannt wurden sie bei der Deutschen Antarktischen Expedition 1938/39 unter der Leitung des Polarforschers Alfred Ritscher. Namensgeber ist der deutsche Kartograph und Geograph August Petermann (1822–1878).